# Елмер-Сіті (Вашингтон)
Елмер-Сіті (англ. Elmer City) — місто (англ. town) в США, в окрузі Оканоган штату Вашингтон. Населення — 239 осіб (2020).

## Географія
Елмер-Сіті розташований за координатами 47°59′59″ пн. ш. 118°57′11″ зх. д. / 47.99972° пн. ш. 118.95306° зх. д. (47.999842, -118.952966).  За даними Бюро перепису населення США в 2010 році місто мало площу 0,54 км², уся площа — суходіл. В 2017 році площа становила 0,62 км², уся площа — суходіл.

## Демографія
Згідно з переписом 2010 року, у місті мешкало 238 осіб у 99 домогосподарствах у складі 64 родин. Густота населення становила 440 осіб/км².  Було 112 помешкання (207/км²).
Расовий склад населення:
| - 47,9 % — білих - 28,6 % — корінних американців - 2,1 % — азіатів - 0,8 % — чорних або афроамериканців - 2,1 % — осіб інших рас |

До двох чи більше рас належало 18,5 %. Частка іспаномовних становила 3,4 % від усіх жителів.
За віковим діапазоном населення розподілялося таким чином: 18,5 % — особи молодші 18 років, 58,4 % — особи у віці 18—64 років, 23,1 % — особи у віці 65 років та старші. Медіана віку мешканця становила 47,8 року. На 100 осіб жіночої статі у місті припадало 93,5 чоловіків;  на 100 жінок у віці від 18 років та старших — 102,1 чоловіків також старших 18 років.
Середній дохід на одне домашнє господарство  становив 54 473 долари США (медіана — 43 438), а середній дохід на одну сім'ю — 61 470 доларів (медіана — 52 500). За межею бідності перебувало 15,9 % осіб, у тому числі 7,8 % дітей у віці до 18 років та 8,2 % осіб у віці 65 років та старших.
Цивільне працевлаштоване населення становило 110 осіб. Основні галузі зайнятості: публічна адміністрація — 44,5 %, освіта, охорона здоров'я та соціальна допомога — 12,7 %, транспорт — 9,1 %, будівництво — 8,2 %.